# Robert Śliwiński

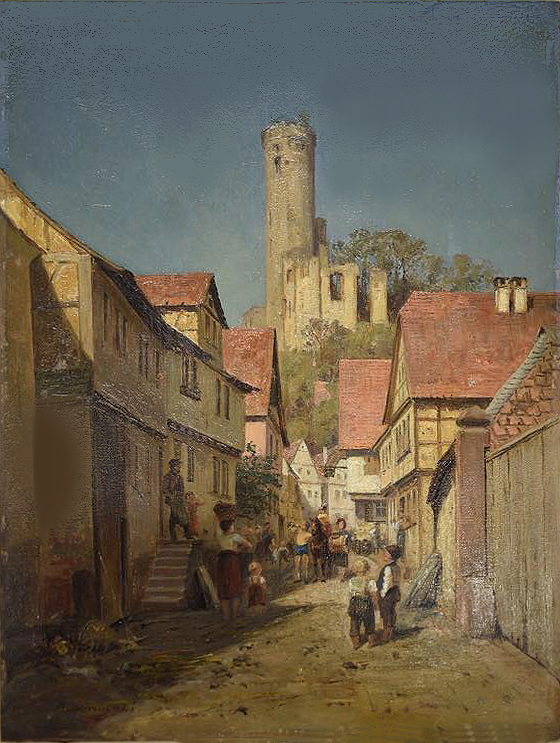
Straße mit Burgruine

Robert Śliwiński (* 1840 in Lissa; † 5. September 1902 in Schmiedeberg) war ein deutscher Maler, Grafiker und Lithograf. 
Nach einer Ausbildung zum Lithografen studierte er ab 1862 an der Königlichen Kunst- und Gewerbeschule in Breslau bei Albrecht Bräuer. Śliwiński setzte sein Studium von 1864 bis 1868 am Städelschen Kunstinstitut in Frankfurt am Main fort und auch privat bei Jakob Becker. 
Nach einem Aufenthalt in Königsberg ließ sich Śliwiński 1870 in Breslau nieder. Er war auch Schüler von Carl Cowen Schirm im Atelier für Landschaftsmalerei beim Schlesischen Museum der Bildenden Künste in Breslau. Von 1870 bis 1893 war er als Zeichenlehrer im Matthias-Gymnasium in Breslau tätig, später betrieb er eine Malschule für Damen.
Śliwiński beschäftigte sich hauptsächlich mit der Landschaftsmalerei. Er schuf Ansichten aus der Umgebung von Frankfurt am Main und Breslau sowie von der Ostseeküste, dem Riesengebirge und Hirschberger Tal. Nebenbei malte er Genreszenen, Porträts, schuf auch Lithografien.
Sein unehelicher Sohn war der Autor, Komponist, Sänger und Übersetzer Hans Effenberger-Śliwiński (1884–1950).